# Бяконтово (городской округ Подольск)
Бяконтово — деревня в Подольском районе Московской области России. Входит в состав сельского поселения Стрелковское (до середины 2000-х — Стрелковский сельский округ).

## География
Деревня Бяконтово расположена примерно в 7 км к северо-востоку от центра города Подольска. В километре к западу от деревни проходит Симферопольское шоссе. Рядом с деревней протекает река Пахра. Ближайшие населённые пункты — деревни Быковка и Услонь.

## Население
| 2002 | 2006 | 2010 |
| ---- | ---- | ---- |
| 18   | ↗19  | ↘18  |

## Улицы
В деревне Бяконтово есть три улицы:
- Каштановая улица
- Нагорная улица
- Хуторская улица